# Andy Warhol (chanson)

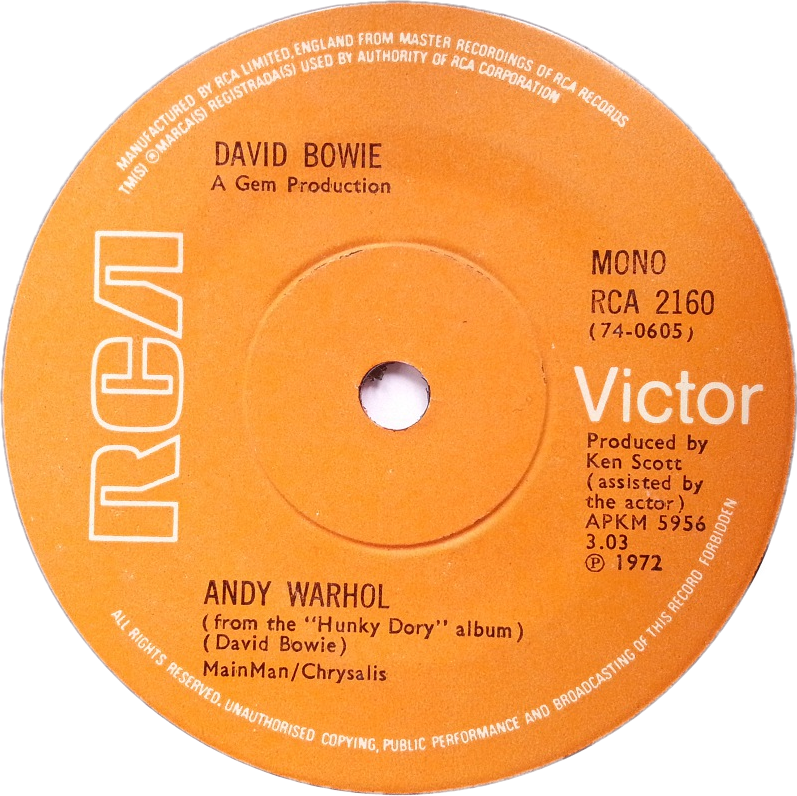

Andy Warhol est une chanson écrite par l'auteur-compositeur-interprète anglais David Bowie en 1971 pour l'album Hunky Dory .

## Historique
C'est un hommage rendu par Bowie à l'artiste pop américain Andy Warhol, qui l'inspire alors.
Il écrit à l'origine la chanson pour Dana Gillespie, qui l'enregistre en 1971 — elle aussi avec Mick Ronson à la guitare. Cette version ne sort qu'en 1973 sur l'album Wern't Born a Man de la chanteuse britannique.
Bowie quant à lui enregistre au Studios Trident à Londres début juillet 1971.
Bowie fait parvenir à Warhol un enregistrement préliminaire de Hunky Dory et interprète Andy Warhol devant son éponyme à The Factory à New York en septembre 1971. Il est peu probable que celui-ci ait apprécié : le rendez-vous s'avère tendu, Warhol quitte la pièce et ne sort de son mutisme que pour dire au chanteur qu'il « aime bien ses chaussures »,. Une fois Bowie parti, Warhol aurait cherché à savoir si le chanteur lui devait des royalties pour avoir utilisé son nom.

## Caractéristiques
Le morceau s'ouvre sur une série de sons électroniques étranges qui se fondent dans un bavardage en studio dans lequel le producteur Ken Scott prononce mal le nom de Warhol et Bowie montre à plusieurs reprises comment le dire correctement. Scott réintroduit ensuite solennellement la prise avec la prononciation correcte, et Bowie demande si la bande tourne. En réalisant qu'il est effectivement enregistré, Bowie éclate de rire et la chanson proprement dite commence.
Le riff de style flamenco que répète Mick Ronson à la guitare acoustique caractérise la chanson.

## Crédits
- David Bowie : chant et chœurs, guitare acoustique 12 cordes, sons électroniques
- Mick Ronson : guitare acoustique principale, percussions

## Autres publications
- La chanson est la face B du single Changes en janvier 1972[4] ;
- Elle apparaît dans la compilation japonaise The Best of David Bowie de 1974.
- Une version sans le dialogue d'ouverture figure dans la version de 2015 de Five Years (1969–1973).
- Une version enregistrée lors des répétitions du concert du 50e anniversaire de Bowie est sortie le 17 avril 2020 sur l'album ChangesNowBowie.

## Versions concert
- Un enregistrement de Dana Gillespie figure dans un concert de la BBC du 3 juin 1971, présenté par John Peel et diffusé pour la première fois le 20 juin suivant[5].
- Un enregistrement de Bowie au Santa Monica Civic Auditorium le 20 octobre 1972 est sortie sur Live Santa Monica '72.
- Bowie a joué cette chanson lors de l'émission Sounds of the 70s de la BBC le 23 mai 1972. L'enregistrement a été diffusé le 19 juin 1972 et est sorti en 2000 sur l'album Bowie at the Beeb.
- Bowie interprétait régulièrement ce morceau en 1972, mais ne l'a plus rechanté avant son Outside Tour en 1995 avec Nine Inch Nails[6] et alors à plusieurs reprises en 1996-1997[1].